# Alfredo Meli
Alfredo Meli (Bologna, 31 dicembre 1944 – 31 luglio 2010) è stato un giocatore di baseball e allenatore di baseball italiano, inventore del baseball per ciechi.

## Biografia
Ha giocato nella Fortitudo Baseball Bologna dal 1965 al 1976 con cui vinse 3 scudetti e una coppa campioni ed è stato 35 volte in Nazionale.
Da allenatore della Fortitudo vinse lo scudetto nel 1978. Negli anni successivi è stato dirigente della squadra di Bologna e della FIBS.
Di Meli si ricorda anche "l'indole di uomo generoso e pieno di idee ed iniziative", tanto da farne "il principale ispiratore e fautore dell'Associazione Baseball per Ciechi", a cui si è dedicato anima e corpo fino alla fine. Nato nel 1994 dopo due anni di sperimentazioni, il baseball per ciechi è praticato anche in altre nazioni del mondo.
Nel 2003 la Fortitudo ha ritirato la sua maglia n.11.